# Oinam
Oinam là một thị xã và là một nagar panchayat của quận Bishnupur thuộc bang Manipur, Ấn Độ.

## Nhân khẩu
Theo điều tra dân số năm 2001 của Ấn Độ, Oinam có dân số 6275 người. Phái nam chiếm 49% tổng số dân và phái nữ chiếm 51%. Oinam có tỷ lệ 62% biết đọc biết viết, cao hơn tỷ lệ trung bình toàn quốc là 59,5%: tỷ lệ cho phái nam là 72%, và tỷ lệ cho phái nữ là 51%. Tại Oinam, 13% dân số nhỏ hơn 6 tuổi.